# Louis G. MacKenzie
Louis G. MacKenzie war ein Filmtechniker, der mit einem Oscar für technische Verdienste ausgezeichnet wurde. Bei dem Preis handelt es sich um eine sogenannte Class-III-Auszeichnung, da die Preisträger keine Oscar-Statuette (Class I) oder Oscar-Plakette (Class II) erhalten, sondern ein Oscar-Zertifikat.

## Berufliches
MacKenzie wurde 1963 mit einem Oscar für technische Verdienste geehrt „for a selective sound effects repeater“ (für einen selektiven Soundeffekt-Repeater). Mit endlosen Bandschleifen konnte er mit dem Repeater beliebig viele Audioschnitte bereithalten, die er bei Bedarf verwenden konnte. Seine Erfindung, die er für die MacKenzie Electronics, Inc. präsentierte, war erfolgreich in der Film- und Fernsehindustrie, da der Repeater über mehrere Rollensätze aufgereihte Fimlängen ersetzen konnte, sodass ein Ton-„Dummy“ wiederholt kontinuierliche Hintergrund-Soundeffekte für Kinofilme abspielen konnte. Im Fernsehen wurden Repeater verwendet, um eine „konservierte“ Reaktion des Publikums zu erzeugen.
Über Louis G. MacKenzies Ausbildung und darüber, was er vor und nach der ihm zuerkannten Auszeichnung getan hat, liegen keine Erkenntnisse vor.

## Auszeichnungen
Technical Achievement Award 1964 an Louis G. MacKenzie